# Svetovna organizacija za intelektualno lastnino
Svetovna organizacija za intelektualno lastnino, WIPO (World Intellectual Property Organization), deluje kot ena izmed 17 specializiranih agencij v okviru OZN. Ustanovljena je bila leta 1967 z namenom, da zagotavlja in širi varstvo intelektualne lastnine na podlagi sodelovanja med državami. WIPO trenutno šteje 193 držav članic in skrbi za izvajanje 26 mednarodnih pogodb. Njen sedež je v Ženevi, Švica. Trenutni vodja je Francis Gurry, ki je prevzel to funkcijo 1. oktobra 2008. Pod okriljem WIPO delujejo tudi samostojne konvencije, kot so npr. Bernska, Pariška in Madridska konvencija, čeprav so bile sprejete že v 19. stoletju.

## Zgodovina

### Pariška konvencija
Leta 1883, natančneje 20. marca, je bila v Parizu podpisana ena izmed prvih pogodb o varstvu industrijske lastnine z imenom Pariška konvencija o varstvu industrijske lastnine. Ta mednarodni sporazum je eden izmed prvih korakov k temu, da so ustvarjalci te pogodbe lahko zaščitili intelektualna dela tudi v drugih državah. Potreba po mednarodni zaščiti intelektualne lastnine je postala očitna, ko so tuji razstavljavci zavrnili udeležbo na mednarodni razstavi izumov leta 1873, saj so se bali, da bi njihove ideje ukradli in z njimi tržili v drugih državah. 
Pariška konvencija zajema:
- izume (patente)
- blagovne znamke
- industrijsko oblikovanje (dizajn)

### Bernska konvencija
Bernska konvencija se je podpisala leta 1886 in sicer zaradi kampanje, ki jo je vodil Victor Hugo in njegova združba Littéraire et Artistique Internationale. Cilj te pogodbe je dati avtorjem pravico do nadzora in prejema plačila za njihova ustvarjalna dela na mednarodni ravni.
Med ta dela spadajo:
- romani, kratke zgodbe, poezija, dramske igre
- pesmi, opere, muzikali, sonate
- risbe, slike, kipi, arhitekturna dela

### Madridski sporazum
S sprejetjem Madridskega sporazuma (1891) je začela obratovati prva služba za mednarodno intelektualno lastnino, t. i. Madridski sistem za mednarodno registracijo znamk. S tem sporazumom se razvija še veliko drugih mednarodnih storitev za intelektualno lastnino, ki bodo kasneje postale WIPO.

### Ustanovitev Birpija
Dva sekretariata se leta 1893 ustanovita za upravljanje Bernske in Pariške konvencije in tako nastane predhodnika WIPA, in sicer Biro za zaščito intelektualne lastnine bolj znan po svoji francoski kratici, BIRPI. Novonastala organizacija, ki je v tem času štela sedem ljudi, ima sedež v Bernu, Švici.

### BIRPI postane WIPO
Konvencija o ustanovitvi Svetovne organizacije za intelektualno lastnino (WIPO) je začela veljati leta 1970. BIRPI se je preimenoval v WIPO ter 26. aprila postal državno vodena, medvladna organizacija s sedežem v Ženevi, Švica. 

### WIPO se pridruži OZN
Leta 1974 se je WIPO pridružil Organizaciji združenih narodov (OZN) in postal njena specializirana agencija. Vse članice OZN so pozvane, vendar ne zavezane, da postanejo članice te agencije.

## Informacijsko omrežje
WIPOnet, katerega ustanovitelj je WIPO, je globalno informacijsko omrežje. Namen tega projekta je povezati več kot 300 uradov za intelektualno lastnino, ki delujejo v državah članicah, poleg tega pa zagotavlja sredstva za varno komunikacijo med vsemi povezanimi uradi. WIPOnet je temelj za urejanje storitev v sklopu intelektualne lastnine.

## Struktura WIPA
Najvišji organ svetovne organizacije za intelektualno lastnino je Generalna skupščina WIPO. Poleg tega zajema tudi delovna telesa, ki se sestajajo na rednih in izrednih zasedanjih, kot so: WIPO konferenca, Koordinacijski odbor WIPO ter skupščine in izvršilni odbori posameznih unij. Iz Slovenije na teh zasedanjih sodelujejo strokovnjaki iz Ministrstva za gospodarstvo ter Urada RS za varstvo intelektualne lastnine. Njihov namen je usklajevati stališča z drugimi državami članicami EU. Predsedujoča država v EU po navadi predstavlja glavna stališča, vendar ima vsaka država pravico predstaviti in dodati svoje stališče. Evropska komisija ima samo funkcijo opazovalca. 

## Direktorji
1. Georg Bodenhausen, 1970–1973
2. Árpád Bogsch, 1973–1997
3. Kamil Idris, 1997–2008
4. Francis Gurry, 2008–2020
5. Daren Tang, 2020-

## Dejavnost
WIPO skrbi za izvajanje 26 mednarodnih pogodb, med katerimi so najbolj znane:
- Pariška konvencija o varstvu intelektualne storitve
- Pogodba o patentnem pravu
- Pogodba o pravu blagovnih znamk
- WIPO pogodba o avtorskem pravu
- Washingtonska pogodba o intelektualni lastnini glede integriranih vezij
- Bernska konvencija za varstvo književnih in umetniških del
- WIPO pogodba o izvedbah in fonogramih
- Madridski sporazum o preprečevanju lažnih in varljivih označb izvora blaga